# Felipe de Cossie
Felipe de Cossie (en francés: Philippe de Cossie; fallecido 1269), fue el señor de Cossie, chambelán y mariscal del Reino de Jerusalén.
Era el hijo y heredero de Juan de Cossie, señor de Cossie y tesorero de Jerusalén. Su madre era Isabel de Mallenbec.
Se casó con Isabel, hija de Garnier el Alemán (el joven) y su esposa Inés de Tenremonde. Con ella tuvo cuatro hijos llamados Hugo, Juan, Federico y Jorge, y tres hijas, cuyos nombres no se conocen. De las hijas la primera murió joven, la segunda se casó con Jorge de Gloire y la tercera se convirtió en  monja.